# Caravansérail de Khanlig Moukhtar
Le caravansérail de Khanlig Moukhtar est un monument historique à Choucha, en Azerbaïdjan.

## Histoire
Le caravansérail de Khanlig Moukhtar a été construit au XVIIIe siècle.
Le caravansérail a été enregistré par le ministère de la Culture de la République d'Azerbaïdjan en tant que monument historique et culturel d'importance nationale.